# Olympische Sommerspiele 2020/Moderner Fünfkampf/Qualifikation
Für die Wettbewerbe im Modernen Fünfkampf bei den Olympischen Sommerspielen 2020 in Tokio sind insgesamt 72 Quotenplätze vorgesehen (36 pro Geschlecht). Pro Nation dürfen sowohl bei den Männern als auch bei den Frauen maximal zwei Athleten teilnehmen. Japan steht als Gastgebernation in beiden Wettbewerben ein Startplatz zu.
Die Qualifikationsphase findet zwischen Februar und September 2019 statt. Einen Startplatz erhält der Sieger des UIPM-Weltcup-Finales 2019. 20 Plätze werden durch die Meisterschaften der jeweiligen Kontinente vergeben: je einer aus Afrika und Ozeanien, fünf aus Asien, acht aus Europa und fünf aus Amerika. Dabei darf jede Nation nur einen Startplatz erhalten.
Bei den Weltmeisterschaften 2019 und 2021 werden jeweils drei Plätze für die bestplatzierten Athleten vergeben. Die verbleibenden acht Plätze werden auf der Grundlage der Weltrangliste vergeben. Wegen der COVID-19-Pandemie wurden die Weltmeisterschaften 2020, die ursprünglich vom 23. bis 31. Mai stattfinden sollten, verschoben. Als neuer Termin war Herbst 2020 in der mexikanischen Stadt Cancún angedacht. Jedoch wurde die Weltmeisterschaft wegen der Pandemie abgesagt. Die letzten Quotenplätze wurden bei den Weltmeisterschaften 2021 in der ägyptischen Hauptstadt Kairo vergeben.

## Qualifizierte Nationen
| Nation             | Männer | Frauen | Gesamt |
| ------------------ | ------ | ------ | ------ |
| Ägypten            | 2      | 2      | 4      |
| Argentinien        | 1      |        | 2      |
| Australien         | 1      | 1      | 2      |
| Brasilien          |        | 1      | 1      |
| Chile              | 1      |        | 1      |
| China              | 2      | 2      | 4      |
| Deutschland        | 2      | 2      | 4      |
| Ecuador            |        | 1      | 1      |
| Frankreich         | 2      | 2      | 4      |
| Großbritannien     | 2      | 2      | 4      |
| Guatemala          | 1      |        | 1      |
| Irland             |        | 1      | 1      |
| Italien            |        | 2      | 2      |
| Japan              | 1      | 2      | 3      |
| Kasachstan         | 1      | 1      | 2      |
| Kuba               | 1      | 1      | 2      |
| Lettland           | 1      |        | 1      |
| Litauen            | 1      | 2      | 3      |
| Mexiko             | 2      | 2      | 4      |
| Österreich         | 1      |        | 1      |
| Polen              | 2      | 1      | 3      |
| ROC                | 1      | 2      | 3      |
| Spanien            | 1      |        | 1      |
| Südkorea           | 2      | 2      | 4      |
| Tschechien         | 2      |        | 2      |
| Türkei             |        | 1      | 1      |
| Ungarn             | 2      | 2      | 4      |
| Ukraine            | 1      |        | 1      |
| Usbekistan         | 1      | 1      | 2      |
| Vereinigte Staaten | 1      | 1      | 2      |
| Belarus            | 1      | 2      | 3      |
| Gesamt: 31 NOKs    | 36     | 36     | 72     |

## Männer
| Wettbewerb                                             | Datum                   | Gastgeber | Plätze | Qualifizierte Athleten  |
| ------------------------------------------------------ | ----------------------- | --------- | ------ | ----------------------- |
| Afrikameisterschaften 2019                             | 23. Februar 2019        | Kairo     | 0      | Sherif Nazeir           |
| Weltcup-Finale 2019                                    | 27. – 30. Juni 2019     | Tokio     | 1      | Joseph Choong           |
| Panamerikanische Spiele 2019                           | 27. – 30. Juli 2019     | Lima      | 2      | Charles Fernández       |
| Panamerikanische Spiele 2019                           | 27. – 30. Juli 2019     | Lima      | 2      | Lester del Rosario      |
| Panamerikanische Spiele 2019                           | 27. – 30. Juli 2019     | Lima      | 2      | Sergio Villamayor       |
| Panamerikanische Spiele 2019                           | 27. – 30. Juli 2019     | Lima      | 2      | Esteban Bustos          |
| Panamerikanische Spiele 2019                           | 27. – 30. Juli 2019     | Lima      | 1      | Amro El-Geziry          |
| Europameisterschaften 2019                             | 6. – 11. August 2019    | Bath      | 8      | Jamie Cooke             |
| Europameisterschaften 2019                             | 6. – 11. August 2019    | Bath      | 8      | Valentin Prades         |
| Europameisterschaften 2019                             | 6. – 11. August 2019    | Bath      | 8      | Martin Vlach            |
| Europameisterschaften 2019                             | 6. – 11. August 2019    | Bath      | 8      | Łukasz Gutkowski        |
| Europameisterschaften 2019                             | 6. – 11. August 2019    | Bath      | 8      | Bence Demeter           |
| Europameisterschaften 2019                             | 6. – 11. August 2019    | Bath      | 8      | Justinas Kinderis       |
| Europameisterschaften 2019                             | 6. – 11. August 2019    | Bath      | 8      | Alexander Lifanow       |
| Europameisterschaften 2019                             | 6. – 11. August 2019    | Bath      | 8      | Patrick Dogue           |
| Weltmeisterschaften 2019                               | 3. – 9. September 2019  | Budapest  | 3 2    | Valentin Belaud         |
| Weltmeisterschaften 2019                               | 3. – 9. September 2019  | Budapest  | 3 2    | Jun Woong-tae           |
| Asien- und Ozeanienmeisterschaften 2019                | 11. – 21. November 2019 | Kunming   | 5      | Lee Ji-hun              |
| Asien- und Ozeanienmeisterschaften 2019                | 11. – 21. November 2019 | Kunming   | 5      | Luo Shuai               |
| Asien- und Ozeanienmeisterschaften 2019                | 11. – 21. November 2019 | Kunming   | 5      | Pawel Iljaschenko       |
| Asien- und Ozeanienmeisterschaften 2019                | 11. – 21. November 2019 | Kunming   | 5      | Shōhei Iwamoto          |
| Asien- und Ozeanienmeisterschaften 2019                | 11. – 21. November 2019 | Kunming   | 5      | Alexander Savkin        |
| Asien- und Ozeanienmeisterschaften 2019                | 11. – 21. November 2019 | Kunming   | 1      | Edward Fernon           |
| Weltmeisterschaften 2021                               | 7. – 14. Juni 2021      | Kairo     | 2      | Ádám Marosi             |
| Weltmeisterschaften 2021                               | 7. – 14. Juni 2021      | Kairo     | 2      | Ahmed El-Gendy          |
| Weltrangliste                                          | 14. Juni 2021           | —         | 9      | Fabian Liebig           |
| Weltrangliste                                          | 14. Juni 2021           | —         | 9      | Ilja Palaskou           |
| Weltrangliste                                          | 14. Juni 2021           | —         | 9      | Pawlo Tymoschtschenko   |
| Weltrangliste                                          | 14. Juni 2021           | —         | 9      | Jan Kuf                 |
| Weltrangliste                                          | 14. Juni 2021           | —         | 9      | Sebastian Stasiak       |
| Weltrangliste                                          | 14. Juni 2021           | —         | 9      | Aleix Heredia Vives     |
| Weltrangliste                                          | 14. Juni 2021           | —         | 9      | Zhang Linbin            |
| Weltrangliste                                          | 14. Juni 2021           | —         | 9      | Pāvels Švecovs          |
| Weltrangliste                                          | 14. Juni 2021           | —         | 9      | Arthur Lanigan-O’Keeffe |
| Weltrangliste                                          | 14. Juni 2021           | —         | 9      | Álvaro Sandoval         |
| Neuverteilung unbesetzter Quotenplätze (Weltrangliste) | —                       | —         | 6      | Ahmed Hamed             |
| Neuverteilung unbesetzter Quotenplätze (Weltrangliste) | —                       | —         | 6      | Jung Jin-hwa            |
| Neuverteilung unbesetzter Quotenplätze (Weltrangliste) | —                       | —         | 6      | Róbert Kasza            |
| Neuverteilung unbesetzter Quotenplätze (Weltrangliste) | —                       | —         | 6      | Li Shuhuan              |
| Neuverteilung unbesetzter Quotenplätze (Weltrangliste) | —                       | —         | 6      | Gustav Gustenau         |
| Neuverteilung unbesetzter Quotenplätze (Weltrangliste) | —                       | —         | 6      | Duilio Carrillo         |
| Gesamt                                                 | Gesamt                  | Gesamt    | 36     | 36                      |

## Frauen
| Wettbewerb                                                    | Datum                   | Gastgeber | Plätze       | Qualifizierte Athletinnen          |
| ------------------------------------------------------------- | ----------------------- | --------- | ------------ | ---------------------------------- |
| Afrikameisterschaften 2019                                    | 23. Februar 2019        | Kairo     | 1            | Haydy Morsy                        |
| Weltcup-Finale 2019                                           | 27. – 30. Juni 2019     | Tokio     | 1            | Laura Asadauskaitė                 |
| Panamerikanische Spiele 2019                                  | 27. – 30. Juli 2019     | Lima      | 2 NORCECA    | Mariana Arceo                      |
| Panamerikanische Spiele 2019                                  | 27. – 30. Juli 2019     | Lima      | 2 NORCECA    | Samantha Schultz                   |
| Panamerikanische Spiele 2019                                  | 27. – 30. Juli 2019     | Lima      | 2 Südamerika | Iêda Guimarães                     |
| Panamerikanische Spiele 2019                                  | 27. – 30. Juli 2019     | Lima      | 2 Südamerika | Marcela Cuaspud                    |
| Panamerikanische Spiele 2019                                  | 27. – 30. Juli 2019     | Lima      | 1 Panamerika | Leydi Moya                         |
| Europameisterschaften 2019                                    | 6. – 11. August 2019    | Bath      | 8            | Kate French                        |
| Europameisterschaften 2019                                    | 6. – 11. August 2019    | Bath      | 8            | Iryna Prassjanzowa *               |
| Europameisterschaften 2019                                    | 6. – 11. August 2019    | Bath      | 8            | Annika Schleu                      |
| Europameisterschaften 2019                                    | 6. – 11. August 2019    | Bath      | 8            | Natalya Coyle                      |
| Europameisterschaften 2019                                    | 6. – 11. August 2019    | Bath      | 8            | Marie Oteiza                       |
| Europameisterschaften 2019                                    | 6. – 11. August 2019    | Bath      | 8            | Gintarė Venčkauskaitė              |
| Europameisterschaften 2019                                    | 6. – 11. August 2019    | Bath      | 8            | Adelina Ibatullina *               |
| Europameisterschaften 2019                                    | 6. – 11. August 2019    | Bath      | 8            | Sarolta Kovács                     |
| Weltmeisterschaften 2019                                      | 3. – 9. September 2019  | Budapest  | 3            | Wolha Silkina                      |
| Weltmeisterschaften 2019                                      | 3. – 9. September 2019  | Budapest  | 3            | Elena Micheli                      |
| Weltmeisterschaften 2019                                      | 3. – 9. September 2019  | Budapest  | 3            | Kate French (doppelt qualifiziert) |
| Asien- und Ozeanienmeisterschaften 2019                       | 11. – 21. November 2019 | Kunming   | 5            | Kim Se-hee                         |
| Asien- und Ozeanienmeisterschaften 2019                       | 11. – 21. November 2019 | Kunming   | 5            | Natsumi Takamiya                   |
| Asien- und Ozeanienmeisterschaften 2019                       | 11. – 21. November 2019 | Kunming   | 5            | Alisse Fachrutdinowa               |
| Asien- und Ozeanienmeisterschaften 2019                       | 11. – 21. November 2019 | Kunming   | 5            | Zhang Mingyu                       |
| Asien- und Ozeanienmeisterschaften 2019                       | 11. – 21. November 2019 | Kunming   | 5            | Elena Potapenko                    |
| Asien- und Ozeanienmeisterschaften 2019                       | 11. – 21. November 2019 | Kunming   | 1            | Marina Carrier                     |
| Weltmeisterschaften 2021                                      | 7. – 14. Juni 2021      | Kairo     | 3            | Nastassja Prakapenka               |
| Weltmeisterschaften 2021                                      | 7. – 14. Juni 2021      | Kairo     | 3            | Élodie Clouvel                     |
| Weltmeisterschaften 2021                                      | 7. – 14. Juni 2021      | Kairo     | 3            | Michelle Gulyás                    |
| Gastgeberplatz und Einladungsplätze                           | 14. Juni 2021           | —         | 3            | —                                  |
| Weltrangliste                                                 | 14. Juni 2021           | —         | 6            | Joanna Muir                        |
| Weltrangliste                                                 | 14. Juni 2021           | —         | 6            | Francesca Summers *                |
| Weltrangliste                                                 | 14. Juni 2021           | —         | 6            | Mayan Oliver                       |
| Weltrangliste                                                 | 14. Juni 2021           | —         | 6            | Alice Sotero                       |
| Weltrangliste                                                 | 14. Juni 2021           | —         | 6            | Gulnas Gubaidullina                |
| Weltrangliste                                                 | 14. Juni 2021           | —         | 6            | Janine Kohlmann *                  |
| Erste Neuverteilung unbesetzter Quotenplätze (Weltrangliste)  | 15. Juni 2021           | —         | 4            | Tamara Vega *                      |
| Erste Neuverteilung unbesetzter Quotenplätze (Weltrangliste)  | 15. Juni 2021           | —         | 4            | Uljana Bataschowa                  |
| Erste Neuverteilung unbesetzter Quotenplätze (Weltrangliste)  | 15. Juni 2021           | —         | 4            | Anna Maliszewska                   |
| Erste Neuverteilung unbesetzter Quotenplätze (Weltrangliste)  | 15. Juni 2021           | —         | 4            | İlke Özyüksel                      |
| Zweite Neuverteilung unbesetzter Quotenplätze (Weltrangliste) | Juni 2021               | —         | 5            | Rebecca Langrehr                   |
| Zweite Neuverteilung unbesetzter Quotenplätze (Weltrangliste) | Juni 2021               | —         | 5            | Rena Shimazu                       |
| Zweite Neuverteilung unbesetzter Quotenplätze (Weltrangliste) | Juni 2021               | —         | 5            | Kim Sun-woo                        |
| Zweite Neuverteilung unbesetzter Quotenplätze (Weltrangliste) | Juni 2021               | —         | 5            | Zhang Xiaonan                      |
| Zweite Neuverteilung unbesetzter Quotenplätze (Weltrangliste) | Juni 2021               | —         | 5            | Amira Kandil                       |
| Gesamt                                                        | Gesamt                  | Gesamt    | 36 (+4+5)    | 36 (-3-1-5)                        |